# Medicinska fakulteta v Novem Sadu
Medicinska fakulteta (izvirno srbsko Medicinski fakultet u Novom Sadu), s sedežem v Novem Sadu, je fakulteta, ki je članica Univerze v Novem Sadu.
Trenutni dekan je prof. dr. Nikola Grujić. 